# Combretum yuankiangense
Combretum yuankiangense là một loài thực vật có hoa trong họ Trâm bầu. Loài này được C.C.Huang & S.C.Huang mô tả khoa học đầu tiên năm 1977.